# العلاقات الآيسلندية البوتسوانية
العلاقات الآيسلندية البوتسوانية هي العلاقات الثنائية التي تجمع بين آيسلندا وبوتسوانا.

## مقارنة بين البلدين
هذه مقارنة عامة ومرجعية للدولتين:
| وجه المقارنة                                              | آيسلندا          | بوتسوانا                       |
| --------------------------------------------------------- | ---------------- | ------------------------------ |
| المساحة (كم2)                                             | 103.00 ألف       | 581.74 ألف                     |
| عدد السكان (نسمة)                                         | 317.35 ألف       | 2.29 مليون                     |
| الكثافة السكانية (ن./كم²)                                 | 3.08             | 3.94                           |
| العاصمة                                                   | ريكيافيك         | غابورون                        |
| اللغة الرسمية                                             | اللغة الآيسلندية | لغة إنجليزية                   |
| العملة                                                    | كرونة آيسلندية   | بولا بوتسواني                  |
| الناتج المحلي الإجمالي (بليون دولار)                      | 23.91 مليار      | 17.41 مليار                    |
| الناتج المحلي الإجمالي (تعادل القوة الشرائية) بليون دولار | 15.79 مليار      | 35.84 مليار                    |
| الناتج المحلي الإجمالي الاسمي للفرد دولار أمريكي          | 50.17 ألف        | 6.36 ألف                       |
| الناتج المحلي الإجمالي للفرد دولار أمريكي                 | 46.55 ألف        | 16.10 ألف                      |
| مؤشر التنمية البشرية                                      | 0.899            | 0.698                          |
| رمز المكالمات الدولي                                      | +354             | +267                           |
| رمز الإنترنت                                              | .is              | .bw                            |
| المنطقة الزمنية                                           | 00، أوروبا/لندن ‏ | ت ع م+02:00، توقيت وسط إفريقيا |

## منظمات دولية مشتركة
يشترك البلدان في عضوية مجموعة من المنظمات الدولية، منها:
| علم المنظمة | اسم المنظمة                               | تاريخ انضمام آيسلندا | تاريخ انضمام بوتسوانا |
| ----------- | ----------------------------------------- | -------------------- | --------------------- |
|             | مؤسسة التنمية الدولية                     | 19 مايو 1961         | 24 يوليو 1968         |
|             | يونسكو                                    | 8 يونيو 1964         | 16 يناير 1980         |
|             | وكالة ضمان الاستثمار متعدد الأطراف        | 25 سبتمبر 1998       | 15 مايو 1990          |
|             | الأمم المتحدة                             | 19 نوفمبر 1946       | 17 أكتوبر 1966        |
|             | الاتحاد البريدي العالمي                   | ?                    | ?                     |
|             | البنك الدولي للإنشاء والتعمير             | 27 ديسمبر 1945       | 24 يوليو 1968         |
|             | الاتحاد الدولي للاتصالات                  | 1 أكتوبر 1906        | 2 أبريل 1968          |
|             | منظمة حظر الأسلحة الكيميائية              | ?                    | ?                     |
|             | مؤسسة التمويل الدولية                     | 20 يوليو 1956        | 23 مارس 1979          |
|             | المركز الدولي لتسوية المنازعات الاستشارية | 14 أكتوبر 1966       | 14 فبراير 1970        |
|             | منظمة التجارة العالمية                    | ?                    | ?                     |
|             | منظمة الشرطة الجنائية الدولية             | ?                    | ?                     |

## وصلات خارجية
- موقع وزارة الخارجية الآيسلندية
- موقع وزارة الخارجية البوتسوانية